# 真昼のストレンジランド
『真昼のストレンジランド』は、GRAPEVINEの11枚目のアルバムである。2011年1月19日にロッカールームより発売された。

## 概要
- 前作『TWANGS』から約1年半振りとなるフルアルバム。アルバムタイトルが日本語になったのは『イデアの水槽』以来、約7年振りである。タイトルにある「ストレンジランド」は「異郷」という意味で使われている。
- 今作の発売に先がけて、2011年1月号のMUSICAでアルバムの収録曲の全曲独占ストリーミング試聴が購入者限定特典として付いてきた。
- アルバムの製作は『TWANGS』のリリース直後から行われ、2010年にプロデューサーである長田進と「長田進withGRAPEVINE」名義で製作したアルバム『MALPASO』と平行してレコーディングが行われたという。「今回はアレンジに関しては相当練ったと思います（田中）」とメンバーが言うように、レコーディング前にはプリプロをやるだけやった上で一発録りしたという。
- 本作はGRAPEVINEのアルバムでは初めて、カップリング曲も含め、シングルカットされた楽曲が全て収録されている。また、アルバム『Sing』以来、約2年半振りに田中の楽曲が収録されている。
- 本作には、永続仕様でアルバム完成直後のGRAPEVINEを追いかけたドキュメンタリーDVDが付いてくる。アルバムにDVDが付くのは『From a smalltown』の初回盤以来である。
- 2011年1月31日付のオリコンアルバムチャートで初登場7位を記録。『another sky』以来、約8年振りとなるトップ10入りを果たした。また、GRAPEVINEの作品でも『Lifetime』(3位)に次いで2番目に高い順位となった。

## 収録曲
1. Silverado（作詞：田中和将 作曲：GRAPEVINE）
後半のアルペジオは西川のアイデアが採用されている。
2. This town（作詞：田中和将 作曲：GRAPEVINE）
25thシングルのc/w。
3. ミランダ(Miranda warning)（作詞：田中和将 作曲：亀井亨）
デモテープの段階では「普通のハードロックみたいなやつだった（田中）」といい、ギターのアレンジも歪んだものになっていたという。
4. Neo Burlesque（作詞：田中和将 作曲：亀井亨）
タイトルは「ネオ バーレスク」と読む。
5. おそれ（作詞：田中和将 作曲：GRAPEVINE）
6. Sanctuary（作詞/作曲：田中和将）
7. Dry November（作詞：田中和将 作曲：GRAPEVINE）
8. 真昼の子供たち（作詞：田中和将 作曲：亀井亨）
今作のリードトラック。PVが製作されている。
亀井曰く、元々4～5年前に出来ていた曲だったが、当時は他の曲との兼ね合いもあり、バンドには持って来なかったという[1]。
9. 411（作詞：田中和将 作曲：亀井亨）
10. 夏の逆襲(morning light)（作詞：田中和将 作曲：GRAPEVINE）
2010年5月に開催されたJAPAN JAMで「長田進withGRAPEVINE」として出演する際、プロデューサーである長田進とセッションできる曲を作ろうと製作された曲だった[2]。
11. ピカロ（作詞/作曲：田中和将）
12. 風の歌（作詞：田中和将 作曲：亀井亨）
25thシングル。アルバム中唯一のシングル曲である。

- 編曲：GRAPEVINE&長田進